# خوزه گارسیا پرز
خوزه گارسیا پرز (انگلیسی: José García Pérez؛ زادهٔ ۳ دسامبر ۱۹۲۱) بازیکن فوتبال اهل آرژانتین است.
از باشگاه‌هایی که در آن بازی کرده‌است می‌توان به باشگاه فوتبال راسینگ کلوب آویاندا اشاره کرد.
وی همچنین در تیم ملی فوتبال آرژانتین بازی کرده‌است.